# Caesalpinia bonduc
Guilandina bonduc L., também conhecida pelo nome de origem tupi inimbó, é uma espécie de planta pertencente à família Fabaceae com uma distribuição pantropical.

## Descrição
A planta é uma liana, com aspecto semelhante a uma vinha, que atinge cerca de 6 m de comprimento que se espalha sobre a vegetação.  Os turiões são recobertos por espinhos recurvados.
Produz sementes acinzentadas com 2 cm de diâmetro, com aspecto de nozes, que são impermeáveis e flutuantes, capazes de permanecer durante muito tempo a flutuar, o que faz delas favas-do-mar quando arrastadas pelas correntes oceânicas.